# Cuauhtémoc (kommun), Chihuahua
Cuauhtémoc är en kommun i Mexiko.   Den ligger i delstaten Chihuahua, i den nordvästra delen av landet, 1 300 km nordväst om huvudstaden Mexico City. Antalet invånare är 154 639. Arean är 3 019 kvadratkilometer.
Terrängen i Cuauhtémoc är huvudsakligen kuperad, men den allra närmaste omgivningen är platt.
Följande samhällen finns i Cuauhtémoc:
- Cuauhtémoc
- Anáhuac
- Campo Número Dos
- Granjas el Venado
- Guadalupe Victoria
- Colonia Margarita Maza de Juárez
- Campo Número Diez
- Barrio Xochimilco
- Campo Número Uno B
- Campo Número Seis y Medio B
- Campo Número Ciento Siete
- Bustillos
- Campo Número Tres B
- Campo Número Dieciocho
- Campo Número Siete
- Arroyo del Agua
- Fraccionamiento Blumenau
- Campo Número Once y Medio
- Morelos
- Campo Número Uno
- Campo Número Veintiuno
- Casa Colorada
- Campo Número Ciento Seis
- Campo Número Veinticuatro
- Campo Número Treinta y Cuatro
- Campo Número Uno y Medio
- Campo Número Quince
- Zamaloapan
- Campo Número Ciento Nueve
- Campo Número Cuatro y Medio
- Reforma
- Campo Número Diecisiete
- Seis de Enero de Mil Novecientos Quince
- Kilómetro Treinta
- Campo Número Ciento Tres
- Campo Número Cinco
- Chupaderos
- Campo Número Ciento Trece
- Campo Número Ciento Ocho
- Loma Pelona
- Fraccionamiento del Kilómetro Once